# Paraxanthias notatus
Paraxanthias notatus är en kräftdjursart som först beskrevs av James Dwight Dana 1852.  Paraxanthias notatus ingår i släktet Paraxanthias och familjen Xanthidae. Inga underarter finns listade i Catalogue of Life.